# Jozef Mikloško
Jozef Mikloško (* 31. března 1939 Nitra) je slovenský matematik, kybernetik, diplomat a politik, po sametové revoluci spoluzakladatel Křesťanskodemokratického hnutí, místopředseda československé vlády, poslanec Slovenské národní rady a Sněmovny lidu Federálního shromáždění, starší bratr bývalého politika Františka Mikloška.

## Biografie
Je ženatý, má čtyři děti a 11 vnuků. V roce 1960 absolvoval Vysokou školu pedagogickou v Bratislavě, obor matematika-chemie. V letech 1963-1990 pak byl vedoucím vědeckým pracovníkem v Ústavu technické kybernetiky při Slovenské akademii věd. V období let 1965-1968 vystudoval Přírodovědeckou fakultu Univerzity Komenského (obor numerická matematika). V letech 1985-1990 byl vedoucím mezinárodní laboratoře pro umělou inteligenci. Je autorem 65 vědeckých studií a desítek populárně-naučných článků.
Koncem roku 1989 patřil mezi zakladatele KDH na Slovensku (jeho bratr František Mikloško tehdy působil v konkurenční formaci Verejnosť proti násiliu). Ve volbách roku 1990 se stal poslancem Slovenské národní rady a zároveň v letech 1990-1992 působil na postu místopředsedy vlády ČSFR (druhá vláda Mariána Čalfy). V roce 1991 se angažoval v kontroverzní kauze Martina Kasardy.
Ve volbách roku 1992 byl za KDH zvolen do Sněmovny lidu. Ve Federálním shromáždění setrval do zániku Československa v prosinci 1992.
V letech 1993-1995 byl poradcem prezidenta a působil v Kanceláři prezidenta SR. V letech 1995-2000 působil coby tajemník komise Konference biskupů Slovenska: Iustitia et Pax. V období let 1994-2000 zasedal v zastupitelstvu bratislavské městské části Petržalka, kde zastával funkci předsedy komise pro mládež, sport a vzdělání. V letech 1996-2000 přednášel na Katecheticko-pedagogické fakultě Katolické univerzity v Ružomberku. Zároveň byl v letech 1997-2000 prorektorem pro vědu, výzkum a zahraniční vztahy na Trnavské univerzitě a členem Slovenského syndikátu novinářů. V letech 2000-2005 působil jako velvyslanec Slovenska v Itálii. V roce 2005 odešel do penze (od roku 2007 je předsedou Sdružení katolických seniorů Slovenska). Od roku 2008 publikuje na vlastním internetovém blogu.
V předčasných parlamentních volbách na Slovensku roku 2012 byl zvolen za KDH do Národní rady SR, kde setrval do konce volebního období v roce 2016.